# Opération rurale collective
Une Opération Rurale Collective (ORC) est une aide proposée en France aux artisans et commerçants en termes de financement, formation et assistance pour favoriser la modernisation du commerce et de l’artisanat en milieu rural, et assurer son maintien et son développement

## Création
Ces aides financières sont prévues par le Décret n°2003-107 du 5 février 2003 relatif au fonds d'intervention pour les services, l'artisanat et le commerce (FISAC).

## Objet et périmètre
Les opérations éligibles sont destinées à favoriser la création, le maintien, la modernisation, l’adaptation ou la transmission des entreprises du commerce, de l’artisanat et des services afin de préserver ou développer un tissu d’entreprises de proximité.

Les opérations collectives concernent un ensemble d’entreprises appartenant à un secteur géographique et sont conduites par des collectivités territoriales, leurs groupements ou leurs établissements publics.

## Financement
Les aides financières sont versées aux personnes morales de droit public et à leurs groupements qui assurent la maîtrise d'ouvrage desdites opérations. Des personnes physiques ou morales de droit privé peuvent également être bénéficiaires d’une aide répartie dans le cadre de cette opération collective. Les aides sont attribuées par décision du ministre chargé du commerce et de l’artisanat. Elles peuvent prendre la forme de subventions, de provisions déléguées à une personne morale de droit public, ou d’avances remboursables.